# Liste der Naturdenkmale in Diekholzen
Die Liste der Naturdenkmale in Diekholzen nennt die Naturdenkmale in der Gemeinde Diekholzen im Landkreis Hildesheim in Niedersachsen.

## Naturdenkmale
| Bild                          | Bezeichnung                             | Ort, Lage | Beschreibung | Schutzzweck                     | Nummer    |
| ----------------------------- | --------------------------------------- | --- | ------------ | ------------------------------- | --------- |
| mehr Fotos \| Fotos hochladen | zweibeinige Buche                       | Röderhof ca. 700 m südöstlich der Heimstatt Röderhof (52° 5′ 3,5″ N, 9° 59′ 19″ O)                                                                    |              | Seltenheit, Schönheit, Eigenart | ND-HI 030 |
| BW                            | Bauerstein                              | Söhre Findling vor dem Gehöft Josef Flögel (52° 6′ 2,9″ N, 9° 57′ 25,2″ O)                                                                            |              |                                 | ND-HI 093 |
| mehr Fotos \| Fotos hochladen | „Röhnsitten“ (Rüensiel – zwei Erdfälle) | Söhre An der Nordspitze der „Zugiften“ (52° 5′ 42″ N, 9° 56′ 44,9″ O)                                                                                 |              |                                 | ND-HI 094 |
| mehr Fotos \| Fotos hochladen | „Röhnsitten“ (Rüensiel – ein Erdfall)   | Söhre In der Feldmark westlich des Dorfes (52° 5′ 50,9″ N, 9° 56′ 33,3″ O)                                                                            |              |                                 | ND-HI 095 |
| Fotos hochladen               | Linde                                   | Söhre-Süd Im Staatsforst Diekholzen, ca. 1,5 km südöstlich von Diekholzen, an einer Weggabelung östlich der Beuster (52° 4′ 49,1″ N, 9° 56′ 10,7″ O)  |              | Schönheit, Seltenheit           | ND-HI 361 |
| Fotos hochladen               | Eiche                                   | Diekholzen-Süd Im Staatsforst Diekholzen, westlich der Fischteiche, am Feldrand, südlich von Diekholzen (52° 5′ 4,6″ N, 9° 55′ 4,8″ O)                |              | Schönheit                       | ND-HI 363 |
| Fotos hochladen               | Schnepfeneiche                          | Diekholzen-Süd Im Staatsforst Diekholzen, ca. 450 m südwestlich des Sportplatzes, an der Sundernstraße nahe der Beuster (52° 5′ 1,7″ N, 9° 55′ 26″ O) |              | Schönheit, Heimatkunde          | ND-HI 364 |